# Cordaites
Le Cordaites sono un genere di piante fossili appartenenti all'ordine Cordaitales che formavano immense foreste nel periodo del Carbonifero (355 - 290 milioni di anni fa), a causa di una serie eventi geologici, la maggior parte di queste foreste si è trasformata negli attuali depositi di carbone.